# Ponte-túnel

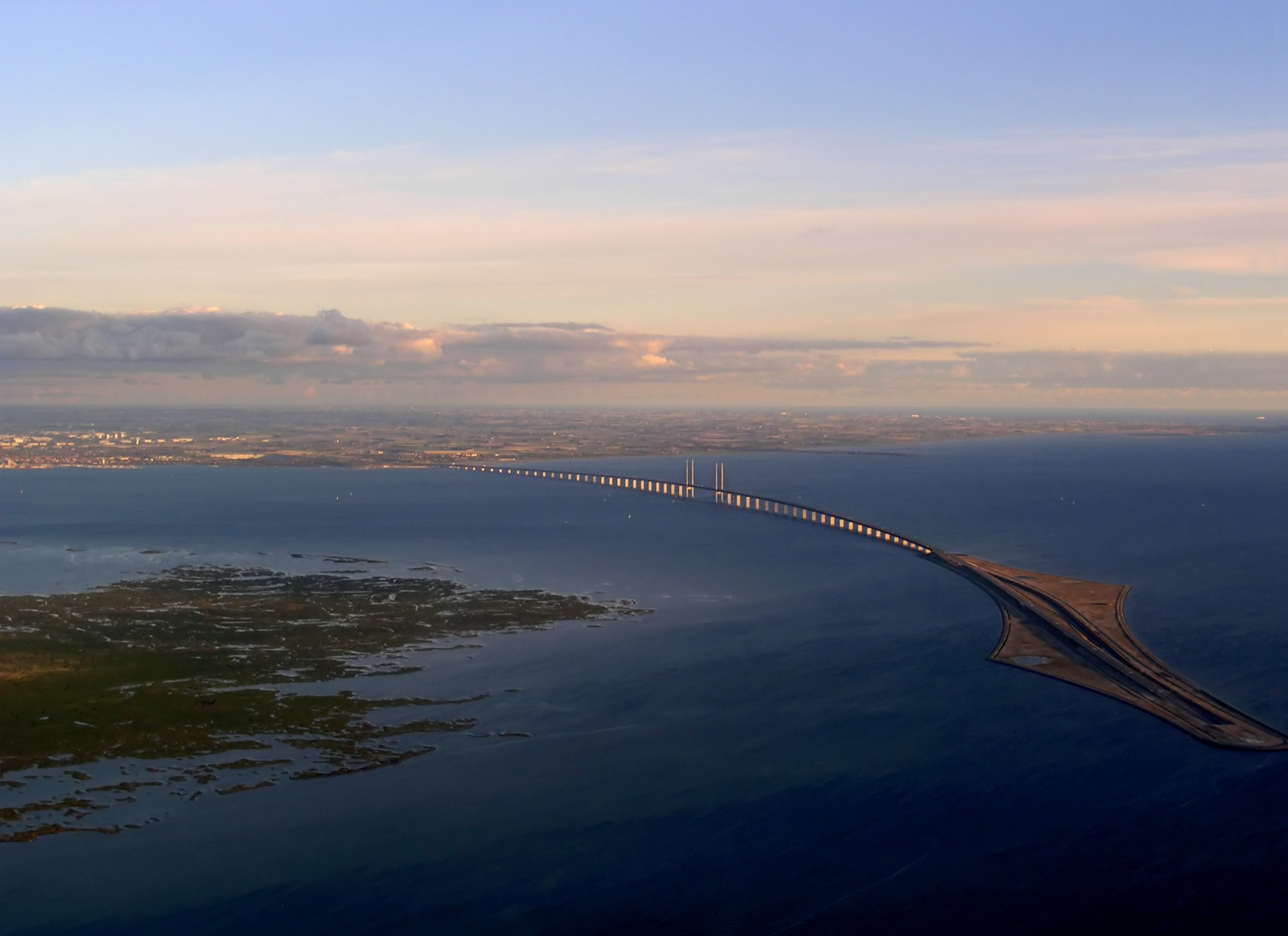
A ponte de Øresund

Uma ponte–túnel (em inglês:  bridge–tunnel), ou ligação fixa (em inglês:  fixed link) ou cruzamento fixo (em inglês:  fixed crossing), é uma conexão permanente e ininterrupta através de um corpo de água, por estrada ou caminho-de-ferro, que utiliza uma combinação de pontes, túneis e faixas de rodagem que não implica conexões intermitentes como pontes levadiças nem a utilização de balsas ou meios de transporte equivalentes.
A ponte da Confederação era conhecida como "The Fixed Link"  [A Ligação Fixa] pelos residentes de New Brunswick e da Ilha do Príncipe Eduardo, antes de ter tido oficialmente um nome.

## Túneis e pontes–túneis
Para atravessar um corpo de água, a construção de um túnel é geralmente uma solução mais dispendiosa que a construção de uma ponte. No entanto, os requisitos colocados pela navegação em alguns lugares poderão limitar o uso de pontes elevadas ou pontes levadiças ao cruzar os canais de navegação, tornando necessário o uso de um túnel. Exemplos destes túneis são, nos Estados Unidos, os túneis do rio Elizabeth, entre as cidades de Norfolk e Portsmouth, e no Canadá, o túnel George Massey, na Grande Vancouver, e a Ponte Túnel Louis-Hippolyte-La Fontaine na ilha de Montreal, sob o rio São Lourenço.
Em outros casos, quando estão envolvidas distâncias mais longas, uma ponte–túnel pode ser uma solução menos dispendiosa e mais fácil de aplicar do que um único e longo túnel. Tal situação pode dar-se quando não se permitem as pontes levadiças, mais económicas, por uma qualquer razão. Por exemplo, no estado norte-americano dae Virgínia, são exemplos deste tipo os cruzamentos da ponte–túnel Hampton Roads e da ponte–túnel Memorial Monitor–Merrimac, ambas no porto de Hampton Roads, e a ponte–túnel da Baía Chesapeake, uma estrutura de 37 km de comprimento (incluindo vias de aproximação) que cruza a foz da baía de Chesapeake com uma combinação de pontes e túneis atravessando dois canais de navegação muito distantes entre si, utilizando quatro ilhas artificiais construidas na baía como apoio. Tiveram que desenhar-se túneis em vez de pontes levadiças porque os corpos de água que cruzam são críticos para as operações navais militares e não poderiam permitir-se o luxo de ficar bloqueadas pelo desabamento de uma ponte em caso de desastre ou guerra.
Outro exemplo é a ponte de Øresund, que liga a Suécia e a Dinamarca. Tem 7,8 km de ponte, uma ilha artificial a meio do estreito de Øresund, e um túnel de 4,0 km na zona mais próxima da Dinamarca. Aí não se podia construir uma ponte porque estaria demasiado perto do aeroporto internacional de Copenhaga.
A Aqualine Baía de Tóquio é uma combinação ponte–túnel que atravessa a baía de Tóquio, no Japão. Liga a cidade de Kawasaki, na prefeitura de Kanagawa, com a cidade de Kisarazu na prefeitura de Chiba. Com um comprimento total de 14 km, inclui um túnel de 4,4 km e uma ponte de 9,6 km por baixo da baía, que é o túnel submarino viário mais longo do mundo. As pontes levadiças eram pouco aconselháveis neste caso porque a baía de Tóquio é uma rota marítima demasiado ativa.